# Leptochilus crocatus
Leptochilus crocatus är en stekelart som beskrevs av Parker 1966. Leptochilus crocatus ingår i släktet Leptochilus och familjen Eumenidae. Inga underarter finns listade i Catalogue of Life.